# Novo Energy
Novo Energy AB, av företaget skrivet NOVO Energy, är ett svenskt batteriföretag helägt av Volvo Personvagnar. Bolaget grundades som ett samriskföretag mellan Volvo Personvagnar och Northvolt, men övergick till fullt ägande av Volvo i juli 2025 efter att Northvolt gått i konkurs. Novo Energy meddelade i februari 2022 att man skulle bygga en batterifabrik i anslutning till Volvo Personvagnars fabrik i Torslanda, Göteborg.

## Verksamhet
Bolaget Novo Energy Production AB ska bygga en batterifabrik i Torslanda med en kapacitet på upp till 50 GWh per år vilket motsvarar batterier för ungefär 500 000 elbilar, investeringen beräknas till cirka 30 miljarder kronor. Novo Energy R&D AB var bolagets forsknings- och utvecklingsavdelning med inriktning på utveckling av battericeller för Volvo Personvagnars framtida bilmodeller. Avdelningen förvärvades av Volvo Group i juli 2025. Novo Energy har ansökt till Mark- och miljödomstolen om att få bedriva återvinning av maximalt 25 000 ton avfall från litiumjonbatterier årligen på samma anläggning som ska byggas i Torslanda.

### Bygget av fabriken
I juli 2023 beviljade Mark- och miljödomstolen vid Vänersborgs tingsrätt Novo Energy tillstånd att etablera en batterifabrik i Torslanda. Under hösten 2023 påbörjades markarbetena för fabriken som ligger i anslutning till Volvo Personvagnars monteringsfabrik. Resningen av stål påbörjades under vintern 2024.

### EU-finansiering
I juli 2025 meddelade Europeiska kommissionen att Novo Energy är en av de aktörer som beviljas stöd inom ramen för EU:s tredje IPCEI (Important Projects of Common European Interest) på batteriområdet. Stödet syftar till att främja utveckling och produktion av innovativa och hållbara batterier i Europa. Enligt EU-kommissionen ska projektet bidra till teknisk innovation, sysselsättning och den gröna omställningen inom unionen.

## Historia

### Process för ägarförändring
I oktober 2024 inledde Volvo Personvagnar en process för att förvärva Northvolts andel i Novo Energy. Detta skedde efter att Northvolt, enligt Volvo Personvagnar, inte hade uppfyllt sina finansieringsåtaganden enligt aktieägaravtalet. Företaget angav att denna utveckling inte förväntades påverka deras övriga investeringar eller mål för kassaflödet. Tack vare en diversifierad batterileverantörskedja förväntades inte heller kommande bilmodeller att påverkas.
Den 29 januari 2025 meddelade Volvo Personvagnar att de, genom ett aktieöverlåtelseavtal med Northvolt AB, tar full ägarandel i Novo Energy. Transaktionen är föremål för godkännande från relevanta myndigheter, inklusive United States Bankruptcy Court for the Southern District of Texas och Inspektionen för strategiska produkter i Sverige.
Den 12 mars 2025 ansökte Northvolt om konkurs, vilket skapade osäkerhet kring Volvos förvärv av bolagets andelar i Novo Energy. Processen har mött hinder, bland annat avvaktar transaktionen fortsatt godkännande från Inspektionen för strategiska produkter (ISP). Samtidigt har Volvo Personvagnar inlett diskussioner med flera potentiella tekniska partners för att ersätta Northvolt i samarbetet.
Den 1 juli 2025 överlät Novo Energy sin forsknings- och utvecklingsverksamhet inom battericellteknik till Volvo Group. Affären omfattade både laboratoriet för battericellkemi och materialforskning samt berörd personal, som stannar kvar i de befintliga lokalerna i Göteborg. Enligt Volvo Group stärker detta koncernens kompetens inom området och bidrar till regionens konkurrenskraft inom grön teknologi.
I juli 2025 bekräftade Volvo Personvagnar att de formellt tagit över hela ägandet av Novo Energy och den planerade batterifabriken i Torslanda, efter att Northvolt lämnat projektet. Därmed är Volvo ensam ägare i det tidigare samriskbolaget. Trots att övertagandet nu är slutfört kvarstår osäkerhet kring projektets framtid, inklusive finansiering och behovet av en ny teknologipartner.

### Organisatoriska förändringar
Den 20 januari 2025 meddelade Novo Energy planer på organisatoriska förändringar och kostnadsreduceringar som en följd av förändrade marknadsförhållanden och en reviderad affärsplan, vilket påverkade omkring 30 % av positionerna i företaget. Den 5 maj 2025 tillkännagav bolaget ytterligare neddragningar och kostnadsbesparingar till följd av Northvolts konkurs. Totalt berördes då cirka 50 % av de anställda av varsel, utöver de tidigare aviserade neddragningarna. Åtgärderna motiverades av ekonomiska utmaningar och rådande marknadsförutsättningar. Verksamheten bedrevs därefter i begränsad omfattning under slutförandet av byggfasen, samtidigt som Novo Energy sökte en ny teknologipartner för framtida produktion i Göteborg.

## Utmärkelser
Den 16 november 2022 tilldelades Novo Energy Nyckeln till Göteborg av Business Region Göteborg. Nyckeln mottogs vid Konjunkturseminariet på Lindholmen Conference Center av bolagens verkställande direktörer Adrian Clarke och Henrik Björkman. Utmärkelsen delades ut av Axel Josefson med motiveringen:
Novo Energys etablering av en batterifabrik och ett FoU-center har redan blivit en viktig motor i regionens gröna omställning. Det är med den här typen av modiga satsningar som Göteborg kan fortsätta göra skillnad för morgondagens medborgare. Novo Energy lägger grunden för många nya arbetstillfällen och befäster Göteborgs världsledande position inom elektromobilitet.